# Architettura del Pakistan
L'architettura del Pakistan si riferisce alle varie strutture costruite durante diversi periodi storici nell'attuale regione del Pakistan. Con l'inizio della civiltà della valle dell'Indo intorno alla metà del III millennio a.C., per la prima volta nell'area che abbraccia l'odierno Pakistan si sviluppò un'avanzata cultura urbana con grandi infrastrutture, alcune delle quali sopravvivono ancora oggi. Questa fu seguita dallo stile Gandhāra dell'architettura buddhista che prendeva in prestito elementi dall'antica Grecia. Questi resti sono visibili a Taxila, la capitale del regno di Gandhāra.

## Civiltà della valle dell'Indo

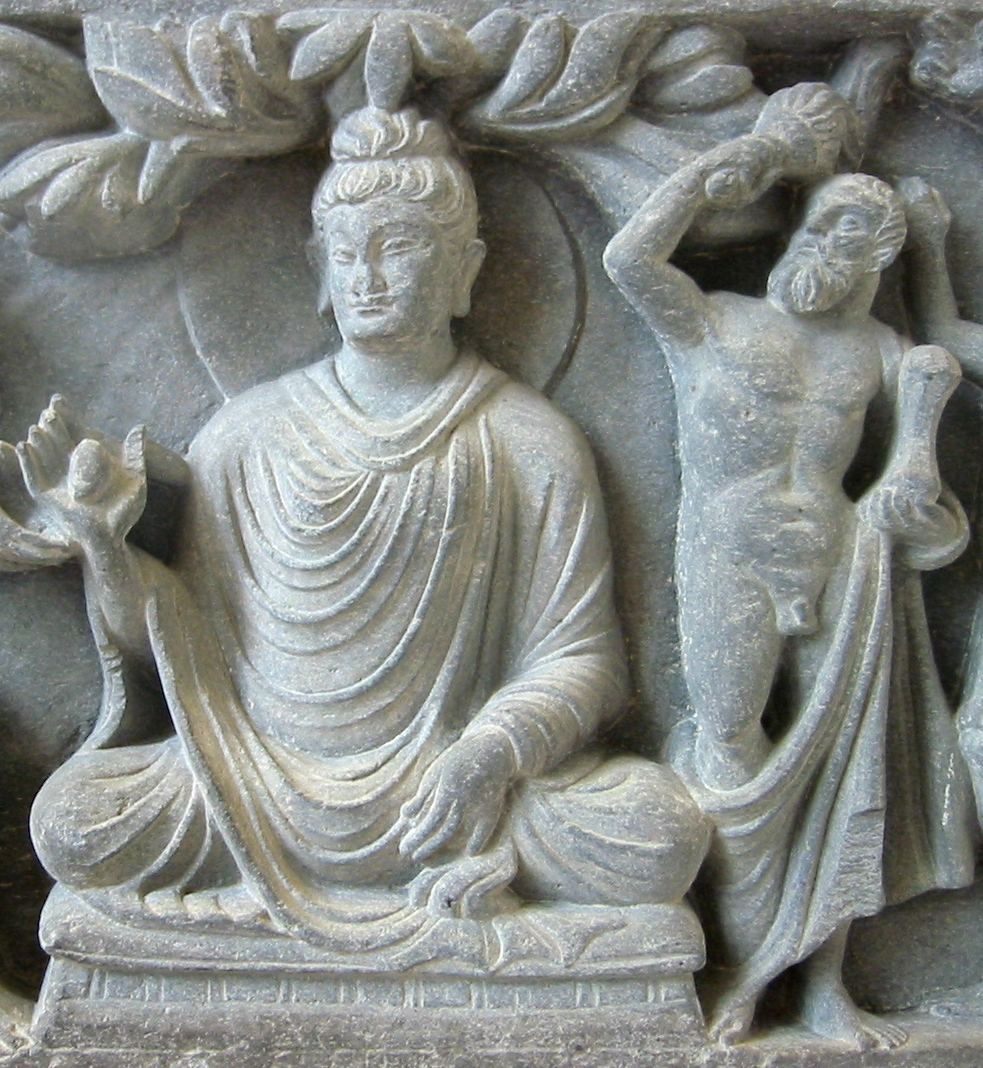
Un esempio della fusione degli stili greco-buddhisti: rappresentazione di Buddha con Ercole

Gli archeologi portarono alla luce numerose città antiche, tra le quali Mohenjo Daro, Harappa e Kot Diji, che hanno una struttura uniforme, adeguata, con ampie strade nonché ben studiati impianti igienici e fognari. La maggioranza delle costruzioni di mattoni scoperte sono edifici pubblici come bagni termali e laboratori. Legno e limo servivano come materiali da costruzione. Templi con grandi scalinate, come quelli trovati in altre città antiche, sono assenti. Con il crollo della civiltà della valle dell'Indo anche l'architettura subì considerevoli danni.
Sfortunatamente poco si sa di questa civiltà, spesso chiamata harappana, in parte perché scomparve intorno al 1700 a.C. per ragioni sconosciute e perché la sua lingua rimane indecifrata; la sua esistenza fu rivelata solo alla metà del XIX secolo e gli scavi sono stati limitati. Le testimonianze sopravvissute indicano una civiltà sofisticata. Città come Harappa e Mohenjo-Daro (= la "Città dei Morti") avevano popolazioni di circa 35.000 abitanti, erano disposte secondo un sistema a griglia. Gli abitanti vivevano in case di mattoni cotti senza finestre, costruite intorno a un cortile centrale. Queste città avevano anche una cittadella, dove erano localizzati gli edifici pubblici e religiosi, grandi piscine per i bagni rituali, granai per l'immagazzinamento del cibo, e un complesso sistema di scarichi e fognature coperte. Queste ultime rivaleggiavano con l'abilità ingegneristica dei Romani circa 2.000 anni più tardi.

## Architettura buddhista e indù
Con l'ascesa del Buddhismo furono di nuovo sviluppati notevoli monumenti architettonici, che sono durati fino al presente. In aggiunta, l'influenza persiana e greca portò allo sviluppo dello stile greco-buddhista, a partire dal I secolo d.C. Il punto più alto di questa era fu raggiunto con il culmine dello stile Gandhāra. Resti importanti delle costruzioni buddhiste sono le stupa e altri edifici con statue e altri elementi greci chiaramente riconoscibili come colonne di sostegno che, accanto alle rovine di altre epoche, si trovano a Taxila, l'antica capitale del regno di Gandhāra, nell'estremo nord-est del Punjab. Un esempio particolarmente bello di architettura buddhista sono le rovine del monastero buddhista di Takht-i-Bahi nella provincia nordoccidentale di Khyber Pakhtunkhwa.

## Architettura moghul

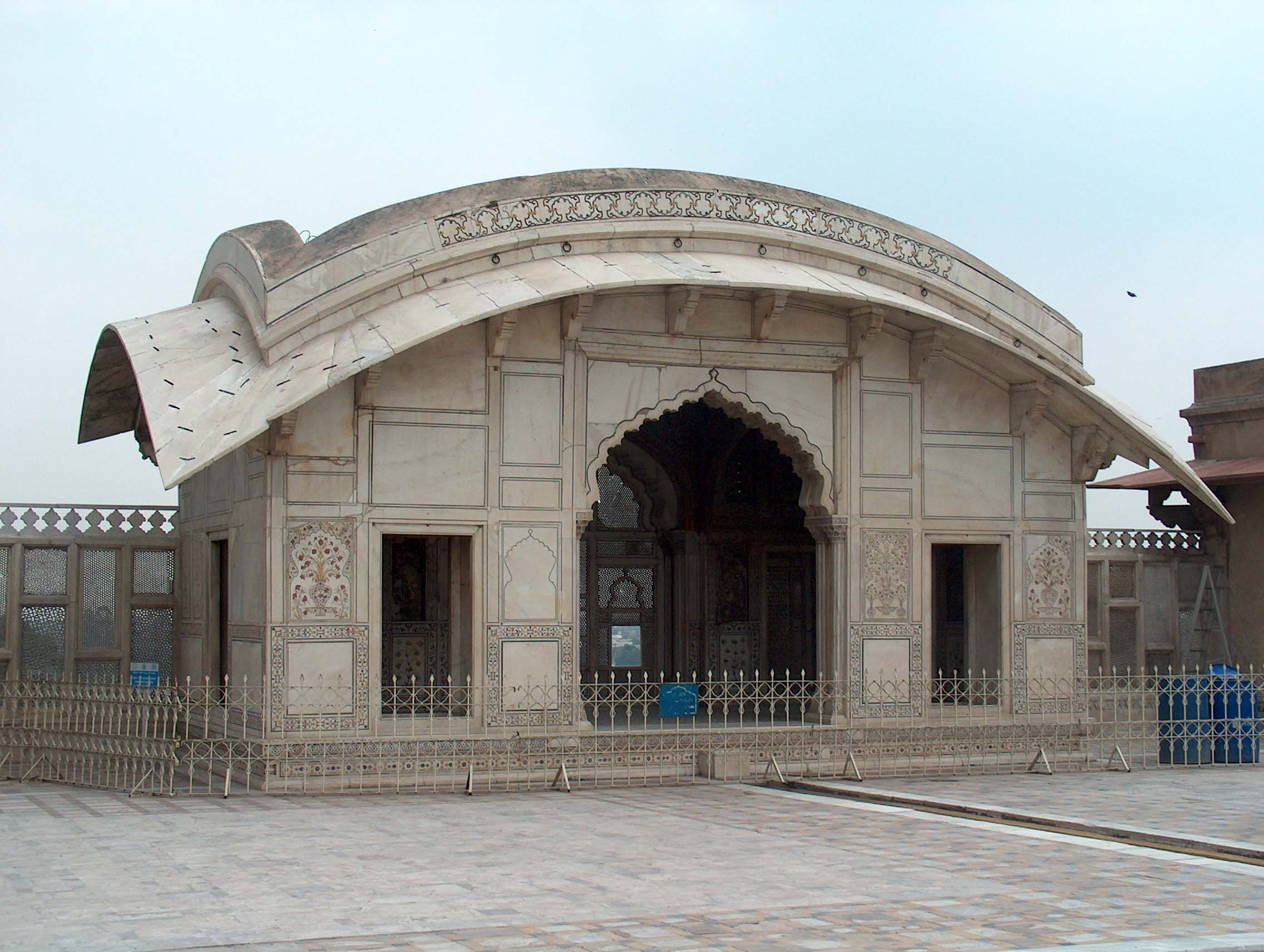
Architettura moghul: padiglione Naulakha (1633) nella fortezza di Lahore

L'arrivo dell'Islam nell'odierno Pakistan - dapprima nel Sindh - durante l'VIII secolo d.C. significò la fine improvvisa dell'architettura buddhista. Tuttavia, si verificò una transizione tranquilla verso l'architettura islamica, prevalentemente senza immagini. Il modo in cui furono costruite le prime moschee con decorazioni le orientò fortemente allo stile arabo. Il più antico esempio di una moschea del tempo dell'infanzia dell'Islam in Asia meridionale è la moschea Mihrablose di Banbhore, dell'anno 727, il primo luogo di culto musulmano sul subcontinente indiano. Sotto il sultano di Delhi lo stile persiano-centroasiatico prevalse sulle influenze arabe. Caratteristica molto importante di questo stile è l'iwan, una sala o spazio rettangolare, chiuso su tre lati con uno completamente aperto, perlopiù sormontato da un arco. Ulteriori elementi caratteristici sono le ampie sale di preghiera, le cupole rotonde con mosaici e motivi geometrici e l'uso di mattonelle dipinte. Il più importante dei pochi edifici di stile persiano completamente preservati è la tomba dello scià Rukn-e-Alam (costruita dal 1320 al 1324) a Multan. All'inizio del XVI secolo, l'architettura indo-islamica era all'apice della sua esplosione. Durante l'era moghul elementi ornamentali dell'architettura islamico-persiana furono fusi con le forme dell'arte indostana, producendo spesso motivi vivaci. Lahore, residenza occasionale dei sovrani moghul, esibisce una molteplicità di importanti edifici dell'impero, tra i quali la Moschea Imperiale (costruita nel 1673-1674), la Fortezza di Lahore (XVI e XVII secolo) con la Porta Alamgiri, la colorata Moschea di Wazir Khan, (1634-1635) nonché numerose altre moschee e mausolei, tra cui lo stupendo mausoleo di Jahangir e Nur Jahan. Anche la Moschea di Shah Jahan di Thatta nel Sindh ha origine nell'epoca dei Moghul. Tuttavia, essa esibisce caratteristiche stilistiche parzialmente diverse. Singolarmente, le innumerevoli tombe Chaukhandi sono di influenza orientale. Sebbene costruite tra il XVI e il XVIII secolo, esse non possiedono alcuna somiglianza con l'architettura moghul. Le opere murarie in pietra mostrano piuttosto la tipica fattura sindhi, probabilmente da prima dei tempi islamici. L'attività edilizia dei Moghul giunse quasi a scomparire alla fine del XVIII secolo. Dopo non fu intrapreso quasi nessun particolare progetto architettonico locale.

## Architettura coloniale britannica

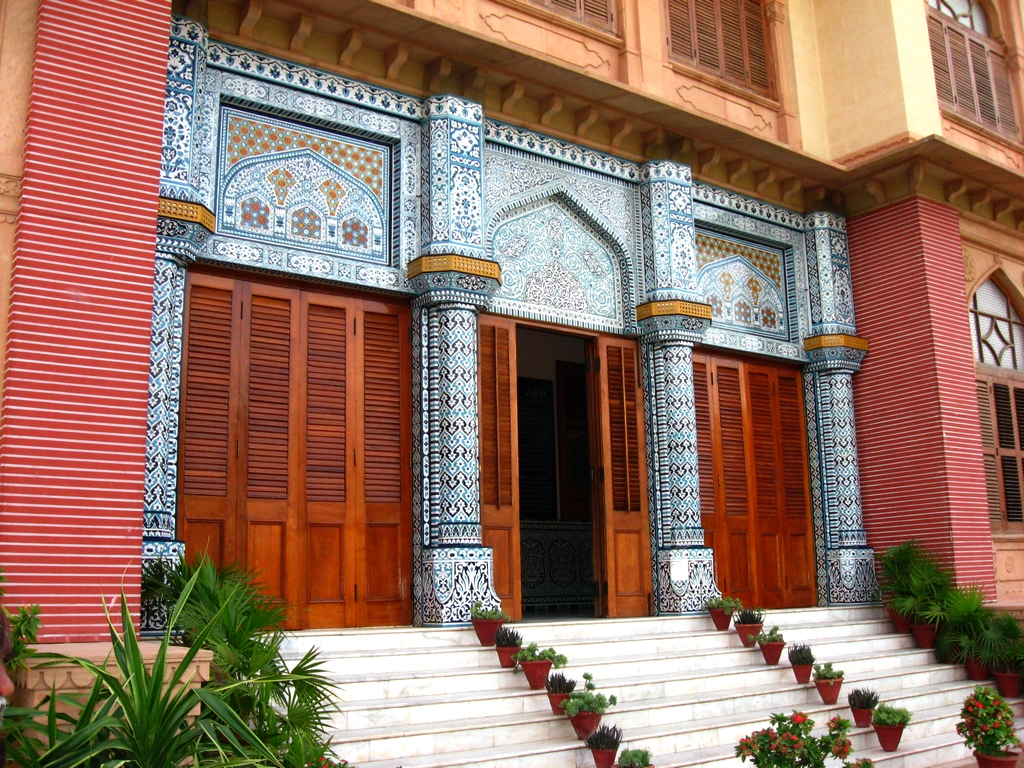
Il Palazzo Mohatta a Karachi è un raffinato esempio di una mescolanza di architettura islamica e britannica

Nell'età coloniale britannica si svilupparono prevalentemente edifici di rappresentanza di stile indo-europeo, a partire da un miscuglio di componenti europee e indo-islamiche. Tra le opere più eminenti vi sono il Palazzo Mohatta e la Sala Frere a Karachi.

## Architettura post indipendenza
Dopo l'indipendenza nel 1947 il Pakistan si sforzò di esprimere la sua identità nazionale appena ritrovata attraverso l'architettura. Questo si riflette particolarmente in strutture moderne come la Moschea Faysal a Islamabad. In aggiunta, edifici di importanza monumentale come il Minar-e-Pakistan a Lahore o il mausoleo in marmo bianco noto come Mazar-e-Quaid realizzato per il fondatore dello stato esprimevano la sicurezza di sé del nascente stato. Il Monumento Nazionale a Islamabad è uno dei più recenti esempi di integrazione tra cultura, indipendenza e architettura moderna.

## Galleria d'immagini

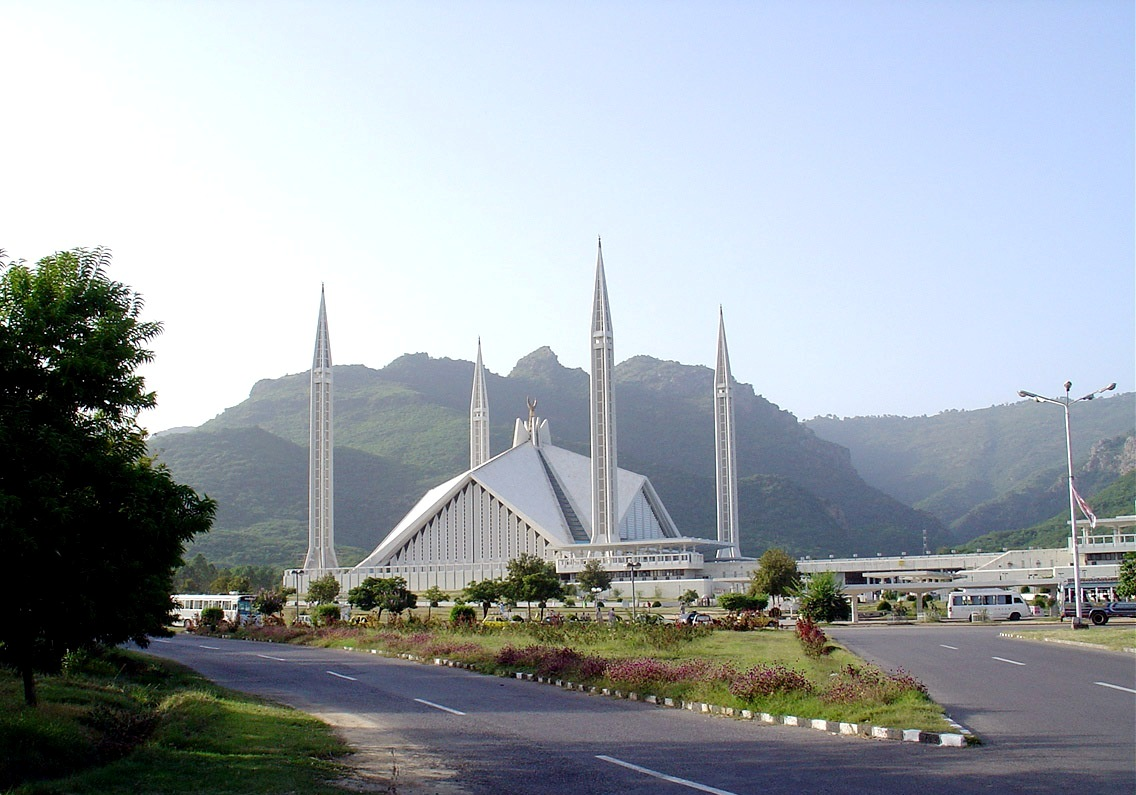
Moschea Faysal a Islamabad
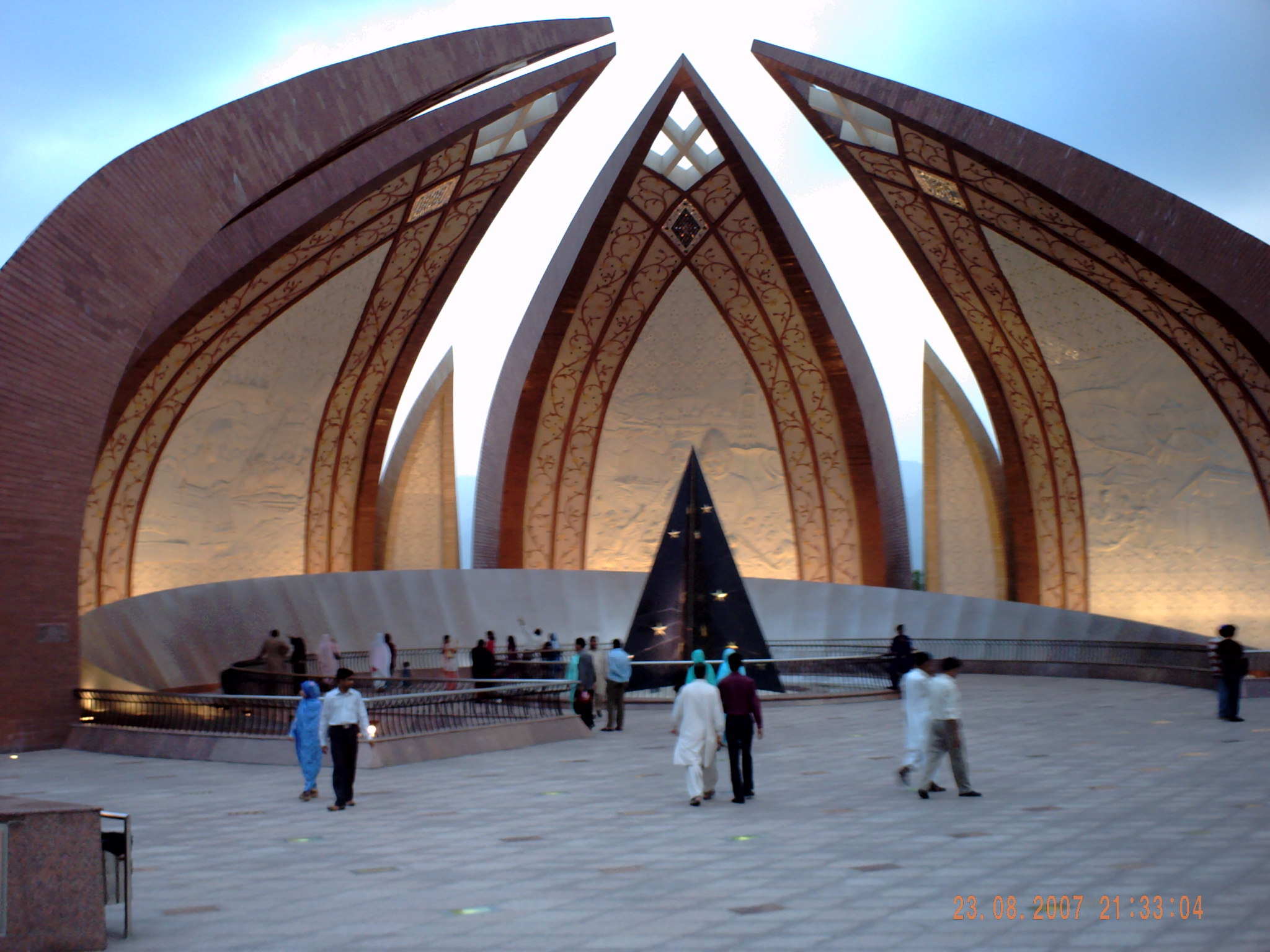
Monumento Pakistano a Islamabad
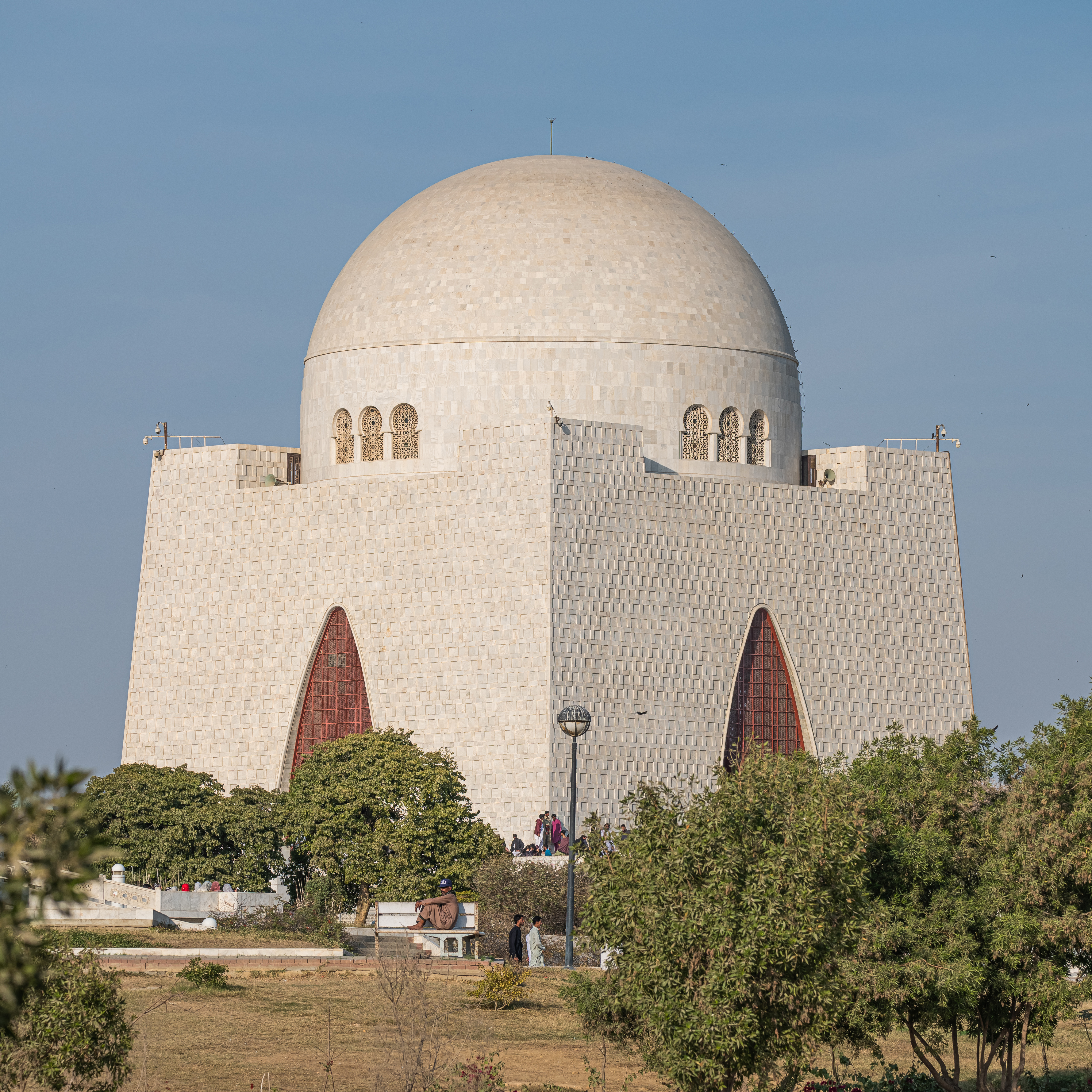
Mazar-e-Quaid a Karachi
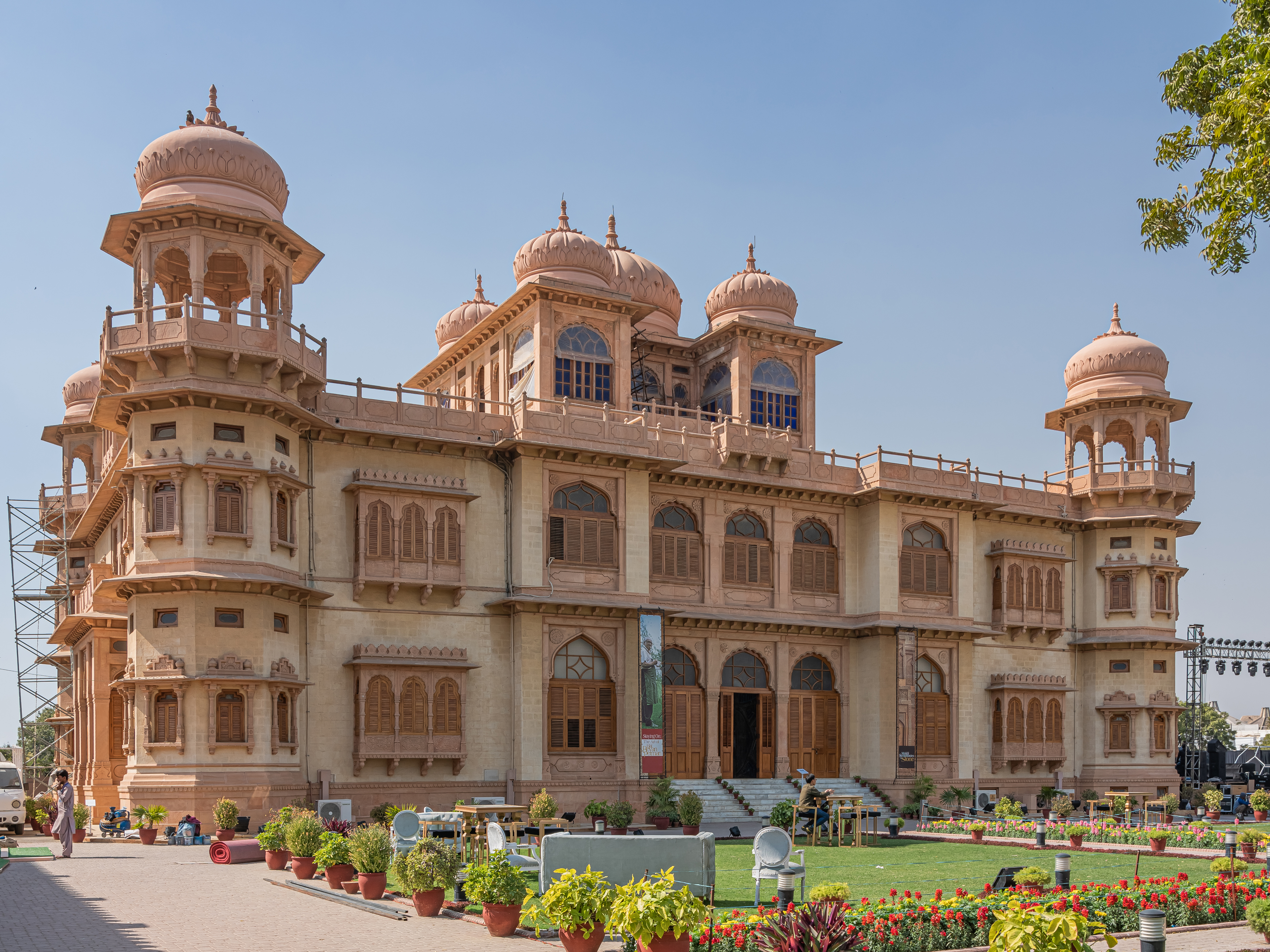
Palazzo Mohatta a Karachi
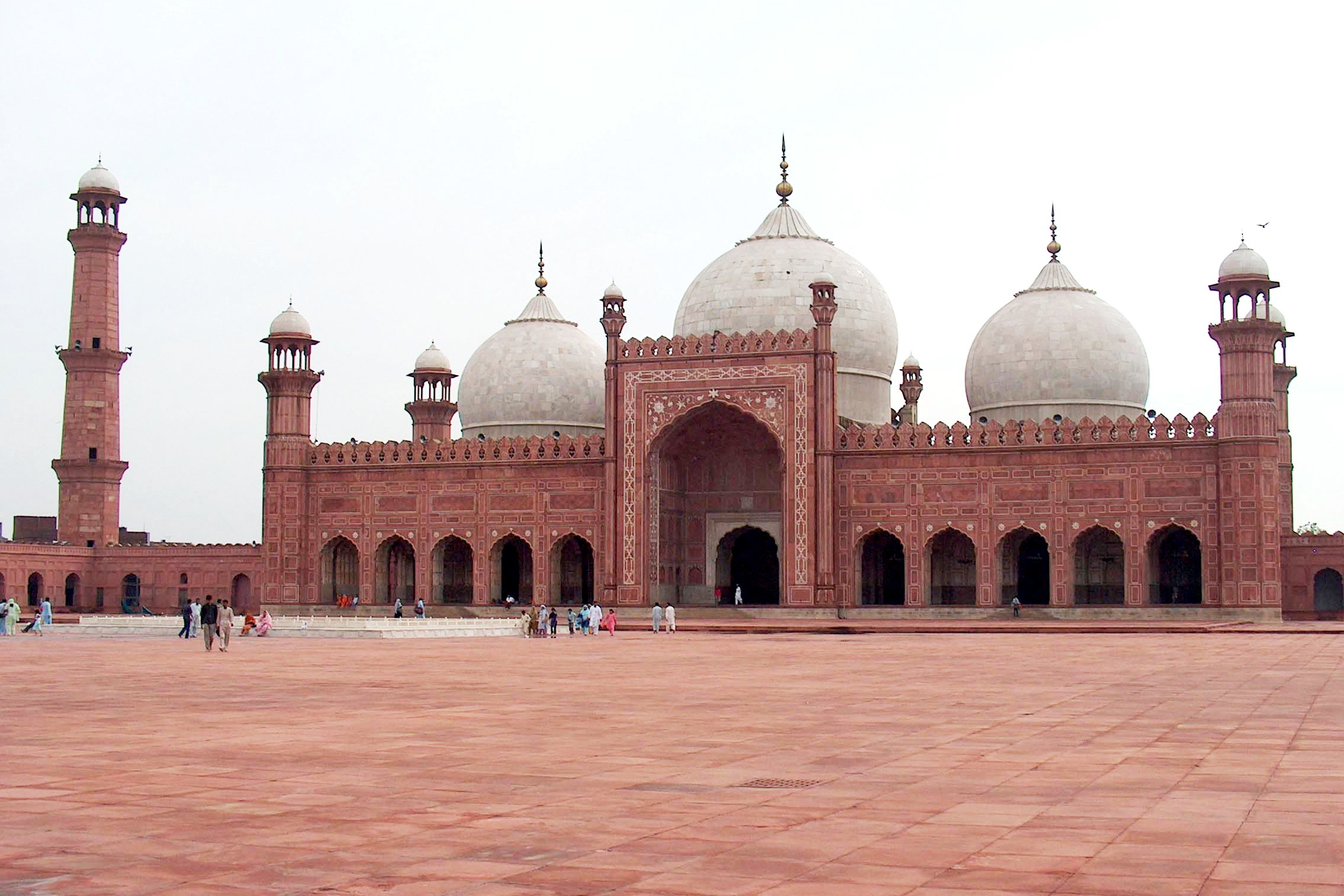
Moschea Imperiale a Lahore

## Siti patrimonio dell'umanità
Ci sono attualmente sei siti in Pakistan elencati tra i patrimoni dell'umanità dell'UNESCO:
- Forte di Lahore e Giardini Shalimar
- Forte Rohtas
- Monumenti storici di Thatta
- Rovine archeologiche a Mohenjo-daro
- Rovine buddhiste a Takht-i-Bahi e resti della città vicina a Sahr-i-Bahlol
- Taxila